# ハビエル・ロペス・バジェホ
ハビエル・ロペス・パジェホ（Javier López Vallejo、1975年9月22日 - ）は、スペイン・パンプローナ出身の元サッカー選手。ポジションはゴールキーパー。

## 経歴
各年代別のスペイン代表を経験して「神童」と呼ばれていたが、フル代表の経験はない。出身地のCAオサスナから1994年5月15日のスポルティング・ヒホン戦でデビューした。セグンダ・ディビシオン（2部）のオサスナで長く正GKとしてプレーし、1999年夏にプリメーラ・ディビシオン（1部）から降格してきたビジャレアルCFに移籍した。クラブは1年でプリメーラ・ディビシオンに再昇格を果たし、パジェホはそれから6シーズンの間ビジャレアルに在籍することになる。2000-01、2001-02シーズンは正GKとしてプレーしたが、2002-03シーズンにペペ・レイナが移籍してくるとポジションを奪われた。2005-06シーズンにレイナがリバプールFCに引き抜かれたが、新たに移籍してきたセバスティアン・ビエラの陰に隠れた。2006-07シーズンにレンタル移籍したレクレアティボ・ウェルバではトップフォームを取り戻した。2007年夏、レアル・サラゴサに移籍金なしで完全移籍した。2007-08シーズンはセサル・サンチェスの控えだったが、彼がトッテナム・ホットスパーに移籍した2008-09シーズンはセグンダ・ディビシオンで正GKを務めた。

## 所属クラブ
- CAオサスナ 1993-1999
- ビジャレアルCF 1999-2006 
  - → レクレアティーボ・ウェルバ(loan) 2006-2007
- レアル・サラゴサ 2007-2010
- レヴァディアコスFC 2010
- AOカヴァラ 2010-2011

## タイトル

### クラブ
- ビジャレアル
- UEFAインタートトカップ 優勝 : 2003, 2004

### 代表
- U-16スペイン代表
- UEFA U-16欧州選手権 優勝 : 1991

- U-17スペイン代表
- FIFA U-17ワールドカップ 準優勝 : 1991